# European Magnetic Field Laboratory

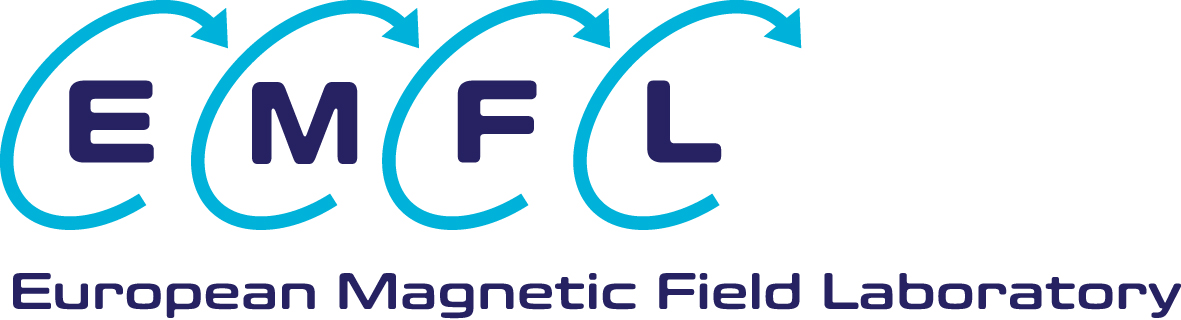

Das European Magnetic Field Laboratory  (EMFL) ist ein Zusammenschluss von drei Laboratorien zur Erzeugung höchster magnetischer Felder in Deutschland, Frankreich und den Niederlanden: das Hochfeld-Magnetfeldlabor Dresden (HLD), das Laboratoire National des Champs Magnétiques Intenses (LNCMI) in Grenoble und Toulouse und das High Field Magnet Laboratory (HFML) in Nijmegen. Das EMFL ging aus einer Initiative von Jan Kees Maan hervor, dem ehemaligen Direktor des HFML in Nijmegen. 
Der Sitz der Non-Profit-Organisation befindet sich in Brüssel, die Rechtsform ist die einer Internationalen Vereinigung ohne Gewinnerzielungsabsicht (frz. Association internationale sans but lucratif, AISBL).
Zweimal jährlich ruft das EMFL zur Einreichung von Vorschlägen auf, mit denen Nutzer Zugang zu den Einrichtungen erhalten können. Die besten Projekte werden von einem Komitee ausgewählt, das sich aus internationalen Experten zusammensetzt.

## Ziele
Ziel der Forschung an den Hochfeldmagneten des EMFL ist, neue Erkenntnisse über eine Vielzahl von Materialeigenschaften zu ermöglichen. Das Spektrum der untersuchten Materialien ist breit gefächert und umfasst zum Beispiel Supraleiter, biologische Moleküle und Nanostrukturen. 
Es ist die Aufgabe des EMFL, die höchstmöglichen Magnetfelder für die wissenschaftliche Forschung zu erzeugen und sie der wissenschaftlichen Gemeinschaft zur Verfügung zu stellen. Das EMFL stellt sowohl gepulste (in Toulouse und Dresden) als auch statische Magnetfelder (Grenoble und Nijmegen) zur Verfügung.

## Laboratorien
- Das HFML (Nijmegen, Niederlande) wird von der Radboud-Universität Nijmegen und der nationalen niederländische Wissenschaftsorganisation NWO betrieben. Sein Direktor ist Peter Christianen.
- Das HLD (Dresden, Deutschland) ist Teil des Helmholtz-Zentrums Dresden-Rossendorf. Es wird von Joachim Wosnitza geleitet.
- Das LNCMI (Grenoble und Toulouse, Frankreich) ist ein Labor des CNRS, das mit mehreren Universitäten assoziiert ist. In Grenoble stehen kontinuierliche und in Toulouse gepulste Magnetfelder zur Verfügung. Das LNCMI wird von   Geert Rikken geleitet.

Klaus von Klitzing hatte am LNCMI den Quanten-Hall-Effekt entdeckt (Nobelpreis für Physik 1985). Andre Geim und Konstantin Novoselov erhielten für ihre Entdeckung des Graphens den Nobelpreis für Physik 2010. Sie hatten die zweidimensionale Kohlenstoff-Modifikation mit ungewöhnlichen elektronischen Eigenschaften am High Field Magnet Laboratory in Nijmegen erforscht.